# Basketball-Europameisterschaft 1997/Qualifikation
Diese Seite beschreibt die Qualifikation zur Basketball-Europameisterschaft 1997 der Männer. An der Qualifikation um die 14 freien Plätze nahmen insgesamt 40 Nationalmannschaften teil.

## Modus
Insgesamt nahmen 16 Mannschaften an der EuroBasket 1997 teil, die sich auf unterschiedliche Weise für das Turnier qualifizierten:
- Jugoslawien, war als Titelverteidiger automatisch qualifiziert.

- Spanien war als Gastgeber automatisch gesetzt.

- 14 Teilnehmer wurden über zwei Qualifikationsrunden ermittelt.

## Erste Qualifikationsrunde (Qualifying Round)
In der Ersten Qualifikationsrunde wurde in 3 Gruppen (A bis C) gespielt. An dieser nahmen die Nationalmannschaften der schwächeren Nationen teil. Die ersten drei dieser Gruppen qualifizierten sich für die nächste Qualifikationsrunde.

### Gruppe A
| Platz | Team      | Spiele | Siege | Niederl. | Punkte  | Körbe | Diff |
| ----- | --------- | ------ | ----- | -------- | ------- | ----- | ---- |
| 1     | Polen     | 5      | 5     | 0        | 487:351 | +136  | 10   |
| 2     | England   | 5      | 4     | 1        | 441:361 | +080  | 9    |
| 3     | Georgien  | 5      | 3     | 2        | 421:398 | +023  | 8    |
| 4     | Dänemark  | 5      | 2     | 3        | 421:392 | +029  | 7    |
| 5     | Luxemburg | 5      | 1     | 4        | 363:473 | −110  | 6    |
| 6     | Wales     | 5      | 0     | 5        | 331:489 | −158  | 5    |

### Gruppe B
| Platz | Team           | Spiele | Siege | Niederl. | Punkte  | Körbe | Diff |
| ----- | -------------- | ------ | ----- | -------- | ------- | ----- | ---- |
| 1     | Belarus        | 5      | 4     | 1        | 505:371 | +134  | 9    |
| 2     | Niederlande    | 5      | 4     | 1        | 431:351 | +080  | 9    |
| 3     | Nordmazedonien | 5      | 4     | 1        | 472:409 | +063  | 9    |
| 4     | Irland         | 5      | 2     | 3        | 366:421 | −055  | 7    |
| 5     | Albanien       | 5      | 1     | 4        | 375:474 | −099  | 6    |
| 6     | Norwegen       | 5      | 0     | 5        | 336:459 | −123  | 5    |

### Gruppe C
| Platz | Team       | Spiele | Siege | Niederl. | Punkte  | Körbe | Diff |
| ----- | ---------- | ------ | ----- | -------- | ------- | ----- | ---- |
| 1     | Portugal   | 6      | 6     | 0        | 473:378 | +095  | 12   |
| 2     | Schweiz    | 6      | 5     | 1        | 418:351 | +067  | 11   |
| 3     | Rumänien   | 6      | 4     | 2        | 438:396 | +042  | 10   |
| 4     | Island     | 6      | 3     | 3        | 495:466 | +029  | 9    |
| 5     | Zypern     | 6      | 2     | 4        | 367:404 | −037  | 8    |
| 6     | Österreich | 6      | 1     | 5        | 365:420 | −055  | 7    |
| 7     | Schottland | 6      | 0     | 6        | 387:528 | −141  | 6    |

## Zweite Qualifikationsrunde (Semi Final Round)
In der Zweiten Qualifikationsrunde wurde in 5 Gruppen (A bis E) gespielt. An dieser nahmen 21 Mannschaften teil, die direkt für diese Runde gesetzt waren, sowie 9 Mannschaften die in der ersten Qualifikationsrunde erfolgreich waren. Bei den 21 Mannschaften handelt es sich um die Teams, die in der Qualifikation zur EM 1995 in der zweiten Qualifikationsrunde standen, bzw. direkt für die Endrunde qualifiziert waren (Deutschland und Griechenland) abzüglich der beiden Teams die direkt für die Endrunde 1997 qualifiziert waren aus Spanien und Jugoslawien. Der Gruppenerste und der Gruppenzweite dieser Gruppen qualifizierten sich für die Endrunde. Die vier besten der fünf Gruppendritten qualifizierten sich ebenfalls für die Endrunde.

### Gruppe A
| Platz | Team                    | Spiele | Siege | Niederl. | Punkte  | Körbe | Diff |
| ----- | ----------------------- | ------ | ----- | -------- | ------- | ----- | ---- |
| 1     | Griechenland            | 10     | 9     | 1        | 791:665 | +126  | 19   |
| 2     | Bosnien und Herzegowina | 10     | 7     | 3        | 760:712 | +048  | 17   |
| 3     | Israel                  | 10     | 6     | 4        | 811:734 | +077  | 16   |
| 4     | Belarus                 | 10     | 4     | 6        | 747:791 | −044  | 14   |
| 5     | Georgien                | 10     | 3     | 7        | 753:819 | −066  | 13   |
| 6     | Slowakei                | 10     | 1     | 9        | 740:881 | −141  | 11   |

### Gruppe B
| Platz | Team        | Spiele | Siege | Niederl. | Punkte  | Körbe | Diff |
| ----- | ----------- | ------ | ----- | -------- | ------- | ----- | ---- |
| 1     | Russland    | 10     | 10    | 0        | 966:727 | +239  | 20   |
| 2     | Lettland    | 10     | 7     | 3        | 813:776 | +037  | 17   |
| 3     | Deutschland | 10     | 7     | 3        | 810:793 | +017  | 17   |
| 4     | Estland     | 10     | 4     | 6        | 823:857 | −034  | 14   |
| 5     | England     | 10     | 1     | 9        | 723:875 | −152  | 11   |
| 6     | Portugal    | 10     | 1     | 9        | 740:847 | −107  | 11   |

### Gruppe C
| Platz | Team           | Spiele | Siege | Niederl. | Punkte  | Körbe | Diff |
| ----- | -------------- | ------ | ----- | -------- | ------- | ----- | ---- |
| 1     | Italien        | 10     | 9     | 1        | 838:677 | +161  | 19   |
| 2     | Slowenien      | 10     | 7     | 3        | 760:661 | +099  | 17   |
| 3     | Nordmazedonien | 10     | 4     | 6        | 793:846 | −053  | 14   |
| 4     | Ungarn         | 10     | 4     | 6        | 719:797 | −078  | 14   |
| 5     | Tschechien     | 10     | 3     | 7        | 798:836 | −038  | 13   |
| 6     | Finnland       | 10     | 3     | 7        | 817:908 | −091  | 13   |

### Gruppe D
| Platz | Team        | Spiele | Siege | Niederl. | Punkte  | Körbe | Diff |
| ----- | ----------- | ------ | ----- | -------- | ------- | ----- | ---- |
| 1     | Ukraine     | 10     | 8     | 2        | 834:705 | +129  | 18   |
| 2     | Kroatien    | 10     | 7     | 3        | 823:647 | +176  | 17   |
| 3     | Türkei      | 10     | 7     | 3        | 732:671 | +061  | 17   |
| 4     | Bulgarien   | 10     | 5     | 5        | 776:822 | −046  | 15   |
| 5     | Niederlande | 10     | 3     | 7        | 722:775 | −053  | 13   |
| 6     | Rumänien    | 10     | 0     | 10       | 629:896 | −267  | 10   |

### Gruppe E
| Platz | Team       | Spiele | Siege | Niederl. | Punkte  | Körbe | Diff |
| ----- | ---------- | ------ | ----- | -------- | ------- | ----- | ---- |
| 1     | Frankreich | 10     | 10    | 0        | 813:644 | +169  | 20   |
| 2     | Litauen    | 10     | 6     | 4        | 896:786 | +110  | 16   |
| 3     | Polen      | 10     | 5     | 5        | 837:807 | +030  | 15   |
| 4     | Schweden   | 10     | 4     | 6        | 725:778 | −053  | 14   |
| 5     | Belgien    | 10     | 4     | 6        | 770:774 | −04   | 14   |
| 6     | Schweiz    | 10     | 1     | 9        | 651:903 | −252  | 11   |

### Reihenfolge der Gruppendritten
| Platz | Team           | Spiele | Siege | Niederl. | Punkte  | Körbe | Diff |
| ----- | -------------- | ------ | ----- | -------- | ------- | ----- | ---- |
| 1     | Türkei         | 10     | 7     | 3        | 732:671 | +061  | 17   |
| 2     | Deutschland    | 10     | 7     | 3        | 810:793 | +017  | 17   |
| 3     | Israel         | 10     | 6     | 4        | 811:734 | +077  | 16   |
| 4     | Polen          | 10     | 5     | 5        | 837:807 | +030  | 15   |
| 5     | Nordmazedonien | 10     | 4     | 6        | 793:846 | −053  | 14   |